# Bernard Francis Law
Bernard Francis Law (Torreón, México; 4 de noviembre de 1931-Roma, Italia; 20 de diciembre de 2017) fue un cardenal católico estadounidense, arzobispo emérito de la arquidiócesis de Boston, y miembro de la curia romana.

## Biografía
Law colaboró en la década de 1980 a traducir el catecismo de la Iglesia católica al idioma inglés. Nombrado obispo de Springfield-Cape Girardeau, Misuri por el papa Pablo VI el 22 de octubre de 1973, fue consagrado el 5 de diciembre del mismo año. Permaneció al frente de esa diócesis entre 1973 y 1984, cuando fue nombrado arzobispo de Boston.
El papa Juan Pablo II lo nombró cardenal en el Consistorio del 25 de mayo de 1985, con el Título de Santa Susanna. Participó en el Cónclave de abril de 2005 que eligió al papa Benedicto XVI.
El cardenal se vio envuelto en un escándalo de abuso sexual, por haber protegido a sacerdotes que violaban a niños sistemáticamente, por lo cual renunció a su cargo en Boston y fue reubicado en Roma, donde ocupó distintos cargos de la Curia Romana. Su marcha al Vaticano y la protección de la Iglesia católica permitió que Law no tuviera que enfrentarse a los tribunales norteamericanos ni padecer sanciones penales por sus actividades
La investigación del caso fue realizada por periodistas del The Boston Globe que ganaron un Pulitzer por ello y luego la historia fue llevada al cine en la película Spotlight, ganadora del Oscar en 2016.
Internado durante dos semanas en un hospital de Roma por un problema cardíaco crónico, falleció en la madrugada del 20 de diciembre de 2017 a la edad de 86 años. El funeral se celebró al día siguiente a las 15.30 horas en el altar de la cátedra de la Basílica de San Pedro: la liturgia fúnebre fue celebrada por el cardenal Angelo Sodano, decano del Colegio Cardenalicio, y al final del mismo el Papa Francisco presidió el rito de la última commendatio y de la valedictio. Está enterrado en la cripta de la capilla del Crucifijo de la Basílica de Santa María la Mayor. Las víctimas de abusos protestaron contra este entierro: “Este entierro es una absoluta falta de respeto hacia las víctimas”, dijeron a Repubblica. Y otra vez: “Sepultar al cardenal Law con todo lo que representa en el corazón de la cristiandad, incluso después de haberlo traído a Roma como arcipreste, es una afrenta que nos hiere a todas las víctimas”.